# Irisbus Arway
De Irisbus Arway is een streekbus voor interstedelijk vervoer, geproduceerd door de Franse busfabrikant Irisbus. De bus werd in 2005 samen met de Irisbus Crossway geïntroduceerd en is de opvolger van de Irisbus Ares. In 2013 is de bus uit productie gegaan en vervangen door de Crossway.
Er bestaan drie versies:
- Arway 10,6 m
- Arway 12 m
- Arway 12,8 m
- Arway 15 m

## Technische specificaties
|                             | Arway 10,6 m                    | Arway 12 m                      | Arway 12,8 m                    |
| --------------------------- | ------------------------------- | ------------------------------- | ------------------------------- |
| Lengte                      | 10 651 mm                       | 11 991 mm                       | 12 756 mm                       |
| Breedte                     | 2 550 mm                        | 2 550 mm                        | 2 550 mm                        |
| Hoogte                      | 3 455 mm                        | 3 455 mm                        | 3 455 mm                        |
| Wielbasis                   | 5 300 mm                        | 6 200 mm                        | 6 965 mm                        |
| Vooroverbouw                | 2 058 mm                        | 2 498 mm                        | 2 498 mm                        |
| Achteroverbouw              | 3 293 mm                        | 3 293 mm                        | 3 293 mm                        |
| Hoogte interieur            | 2 275 mm                        | 2 275 mm                        | 2 275 mm                        |
| Instaphoogte voor           | 344 mm                          | 344 mm                          | 344 mm                          |
| Instaphoogte midden         | 344 mm                          | 344 mm                          | 344 mm                          |
| Vloerhoogte                 | 860 mm                          | 860 mm                          | 860 mm                          |
| Inhoud bagageruimte         | 3,5 m³ + 1,9 m³                 | 5,8 m³ + 2,2 m³                 | 6,8 m³ + 2,4 m³                 |
| Motor                       | Iveco Cursor 8 Euro 4 / 5 EEV   | Iveco Cursor 8 Euro 4 / 5 EEV   | Iveco Cursor 8 Euro 4 / 5 EEV   |
| Vermogen                    | 330 pk of 380 pk                | 330 pk of 380 pk                | 330 pk of 380 pk                |
| Versnellingsbak             | Schakel of Automaat Voith of ZF | Schakel of Automaat Voith of ZF | Schakel of Automaat Voith of ZF |
| Aantal zitplaatsen1         | 53 personen                     | 65 personen                     | 77 personen                     |
| Maximaal aantal passagiers2 | ca. 71 personen                 | ca. 81 personen                 | ca. 91 personen                 |

1= afhankelijk van het aantal deuren en stoelindeling; 2= inclusief staanplaatsen

## Inzet
De bus komt voor in verschillende Europese landen, waaronder Nederland, België, Frankrijk en Italië.

### Nederland
In Nederland wordt de bus door vooral touringcarbedrijven ingezet. Zo heeft bijvoorbeeld het bedrijf Snelle Vliet een aantal exemplaren die rijden op Biodiesel.

### België
In België was de TEC op zoek naar een vervanger voor de Jonckheere S2000T die dienstdeden op de snelbuslijnen. Begin 2006 kwam daarom de eerste proefmodel (nummer 4.323) in dienst bij TEC. Nog hetzelfde jaar baande dit proefmodel de weg vrij voor een bestelling van 18 stuks, die veelal ingezet worden op vooral snelbuslijnen in Waals-Brabant en Namen - Luxemburg.

### Inzetgebieden
| Land      | Bedrijf                    | Type       | Serie                                                  | Aantal | Inzet                          | Opmerking                   |
| --------- | -------------------------- | ---------- | ------------------------------------------------------ | ------ | ------------------------------ | --------------------------- |
| België    | Autobus de Genval          | Arway 15 m | 961270 - 961272 961378 - 961380                        | 6      | Waals-Brabant                  |                             |
| België    | TEC                        | Arway 12 m | 4.323 - 4.328                                          | 6      | Namen - Luxemburg              |                             |
| België    | TEC                        | Arway 12 m | 6.301 - 6.313                                          | 13     | Waals-Brabant                  |                             |
| Frankrijk | Cariane Adour              | Arway 12 m | 073221, ??                                             | ??     | Tarbes                         |                             |
| Frankrijk | Cariane Lorraine           | Arway 12 m | 073328, ??                                             | ??     | Meurthe Et Moselle             |                             |
| Litouwen  | Raseiniu AP                | Arway 12 m | 16, ??                                                 | ??     | ??                             |                             |
| Luxemburg | AS-Tours                   | Arway 15 m | AS5020                                                 | 1      | Lijn 400: Ettelbruck - Mersch  |                             |
| Luxemburg | Autocars Pletschette       | Arway 15 m | EW4301                                                 | 1      | Luxemburg                      |                             |
| Luxemburg | Emile Weber                | Arway 12 m | 302 - 304, 313 - 314                                   | 5      | Scholierenlijnen               |                             |
| Luxemburg | Gemengen                   | Arway 12 m | AT9350, DX5490, TK8061                                 | 3      | Scholierenlijnen               |                             |
| Luxemburg | Voyages Schiltz            | Arway 12 m | DX5491, DX5492                                         | 2      | Luxemburg                      |                             |
| Luxemburg | Voyages Vandivinit         | Arway 12 m | VV2032, VV2037,                                        | 2      | Scholierenlijnen               |                             |
| Luxemburg | Voyages Vandivinit         | Arway 15 m | VV2041, VV2042, VV2050, VV2051, VV2052, VV2055, VV2059 | 7      | Scholierenlijnen               |                             |
| Nederland | Leo Ringelberg Touringcars | Arway 12 m | 192, 193, 198, 209                                     | 4      | Tourvervoer/versterkingsritten |                             |
| Nederland | Taxi Dorenbos              | Arway 12 m | 806                                                    | 1      | Tourvervoer/versterkingsritten |                             |
| Nederland | Snelle Vliet               | Arway 12 m | 339-341 345                                            | 4      | Tourvervoer                    | 339-341 rijden op Biodiesel |